# Olympische Sommerspiele 1980/Leichtathletik – Speerwurf (Frauen)

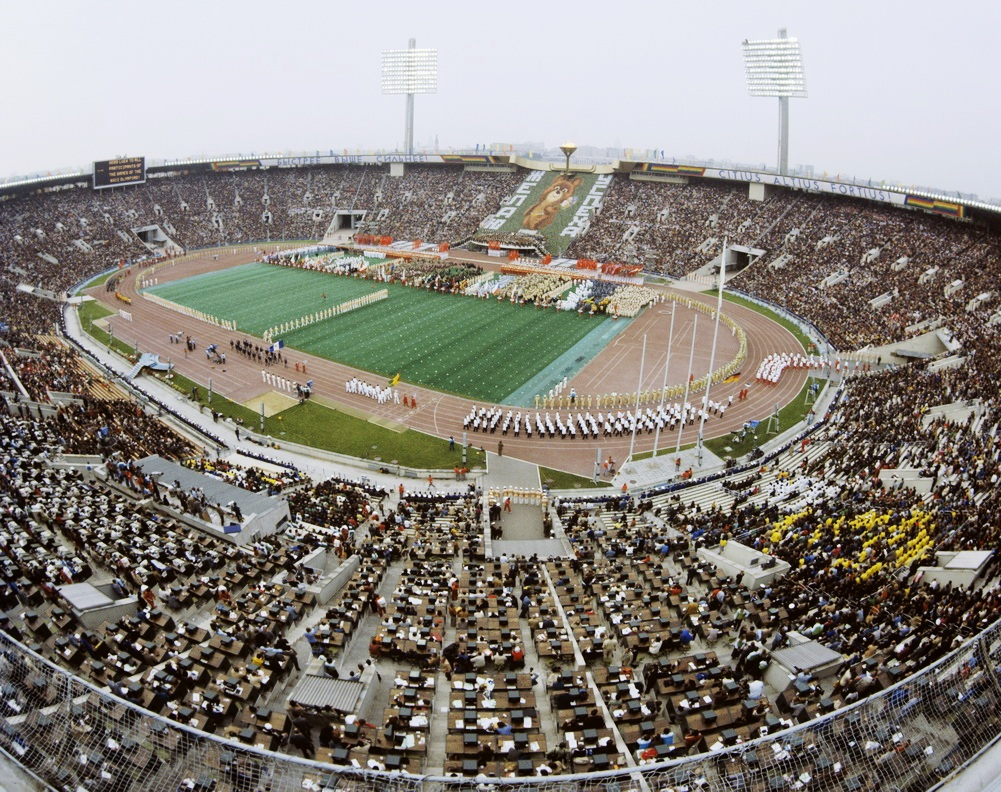
Das Luschniki-Stadion während der Eröffnungsfeier dieser Spiele

Der Speerwurf der Frauen bei den Olympischen Spielen 1980 in Moskau wurde am 24. und 25. Juli 1980 im Olympiastadion Luschniki ausgetragen. 22 Athletinnen nahmen teil.
Olympiasiegerin wurde die Kubanerin María Caridad Colón. Sie gewann vor Saida Gunba aus der Sowjetunion und Ute Hommola aus der DDR.
Für die DDR gingen neben der Medaillengewinnerin Hommola außerdem Ruth Fuchs und Ute Richter an den Start. Beide erreichten das Finale. Richter wurde Vierte, Fuchs Achte.

Werferinnen aus der Schweiz, Österreich und Liechtenstein nahmen nicht teil. Athletinnen aus der Bundesrepublik Deutschland waren wegen des Olympiaboykotts ebenfalls nicht dabei.

## Rekorde

### Bestehende Rekorde
| Weltrekord         | 70,08 m | Tatjana Birjulina ( Sowjetunion) | Podolsk, Sowjetunion (heute Russland) | 12. Juli 1980 |
| Olympischer Rekord | 65,94 m | Ruth Fuchs ( DDR)                | Finale OS Montreal, Kanada            | 24. Juli 1976 |

### Rekordverbesserung
Der bestehende olympische Rekord wurde zweimal verbessert:
- 66,66 m – Ute Richter (DDR), Qualifikation, zweiter Versuch
- 68,40 m – María Caridad Colón (Kuba), Finale, erster Versuch

## Durchführung des Wettbewerbs
Die Athletinnen traten am 24. Juli zu einer Qualifikationsrunde an, die in zwei Gruppen durchgeführt wurde. Neun von ihnen – hellblau unterlegt – übertrafen die direkte Finalqualifikationsweite von 60,00 m. Damit war die Mindestanzahl von zwölf Finalteilnehmerinnen nicht erreicht. So wurde das Finalfeld nach den nächstbesten Weiten mit drei weiteren Werferinnen – hellgrün unterlegt – auf zwölf Teilnehmerinnen aufgefüllt. Für die Finalteilnahme reichte letztlich eine Weite von 58,76 m. Das Finale wurde am 25. Juli ausgetragen.

## Zeitplan
24. Juli, 10:10 Uhr: Qualifikation

25. Juli, 17:20 Uhr: Finale
Anmerkung:
Alle Zeiten sind in Ortszeit Moskau (UTC+3) angegeben.

## Legende
Kurze Übersicht zur Bedeutung der Symbolik – so üblicherweise auch in sonstigen Veröffentlichungen verwendet:
| – | verzichtet |
| x | ungültig   |

## Qualifikation
Datum: 24. Juli 1980, ab 10:10 Uhr

### Gruppe A

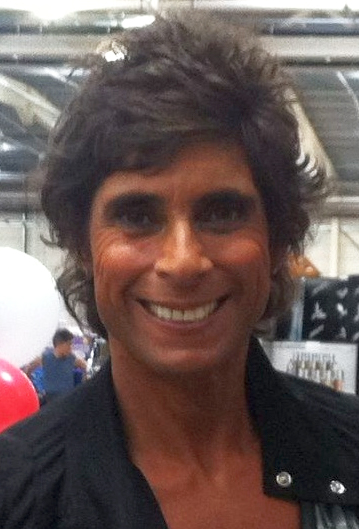
Fatima Whitbread (hier im Jahr 2012) – ausgeschieden mit 49,74 m
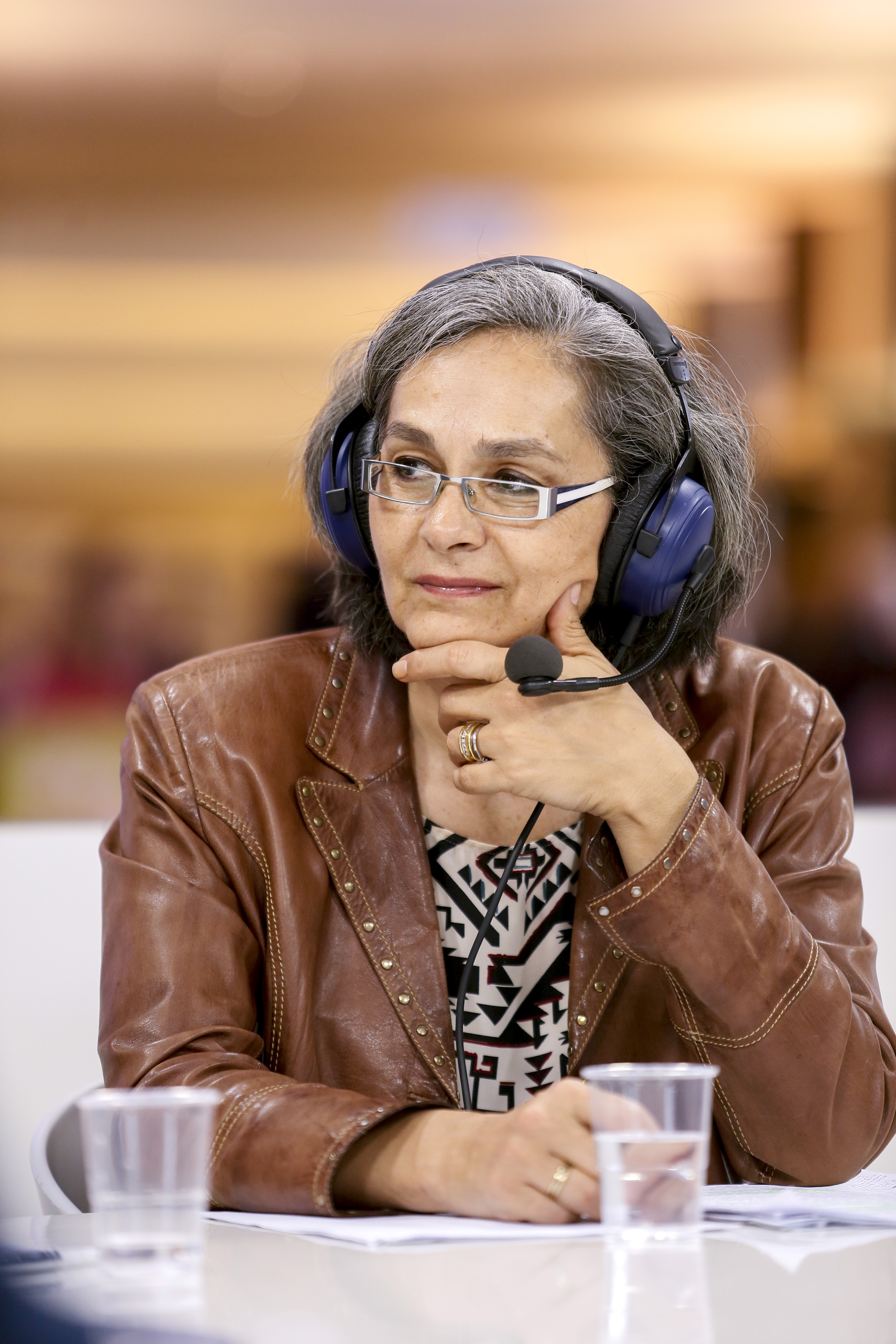
Sofia Sakorafa (Foto: 2016) gelang in der Qualifikation kein gültiger Wurf

| Platz | Name                | Nation         | 1. Versuch | 2. Versuch | 3. Versuch | Weite      |
| ----- | ------------------- | -------------- | ---------- | ---------- | ---------- | ---------- |
| 1     | Ute Richter         | DDR            | 57,40 m    | 66,66 m OR | –          | 66,66 m OR |
| 2     | Éva Ráduly-Zörgő    | Rumänien       | 63,84 m    | –          | –          | 63,84 m    |
| 3     | María Caridad Colón | Kuba           | 62,42 m    | –          | –          | 62,42 m    |
| 4     | Iwanka Wantschewa   | Bulgarien      | 61,16 m    | –          | –          | 61,16 m    |
| 5     | Antoaneta Todorowa  | Bulgarien      | 60,56 m    | –          | –          | 60,56 m    |
| 6     | Bernadetta Blechacz | Polen          | 59,90 m    | 55,92 m    | 50,26 m    | 59,90 m    |
| 7     | Tatjana Birjulina   | Sowjetunion    | 59,86 m    | 57,72 m    | 52,44 m    | 59,86 m    |
| 8     | Mária Janák         | Ungarn         | 57,80 m    | 54,22 m    | x          | 57,80 m    |
| 9     | Petra Rivers        | Australien     | 51,08 m    | 53,14 m    | 55,80 m    | 55,80 m    |
| 10    | Fatima Whitbread    | Großbritannien | 47,44 m    | 47,22 m    | 49,74 m    | 49,74 m    |
| NM    | Sofia Sakorafa      | Griechenland   | x          | x          | x          | 00ogV      |

### Gruppe B

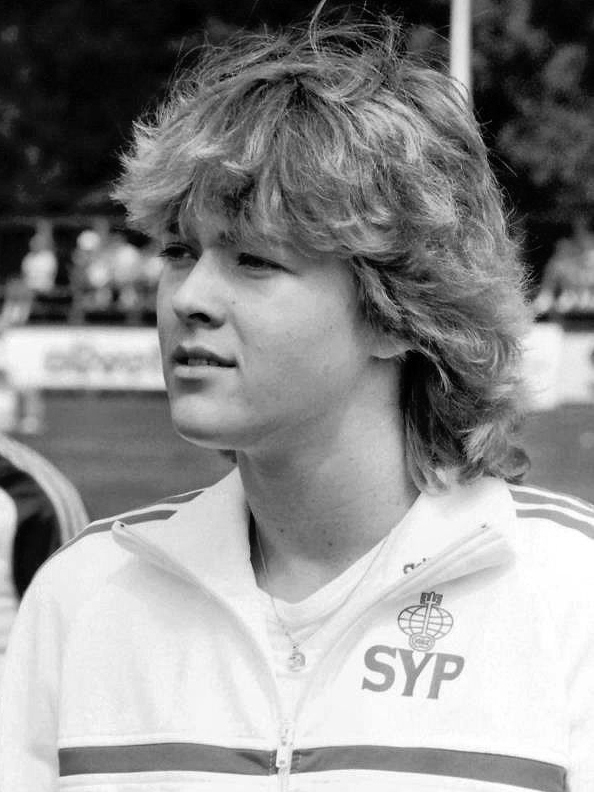
Tiina Lillak – ausgeschieden mit 56,26 m
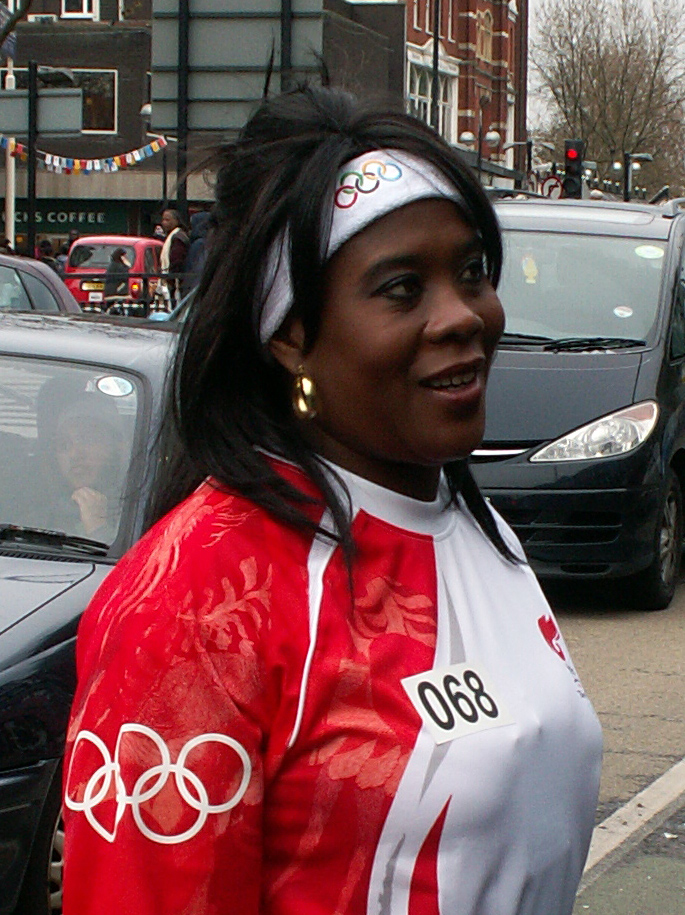
Tessa Sanderson (Foto: 2008) scheiterte mit 48,76 m

| Platz | Name               | Nation         | 1. Versuch | 2. Versuch | 3. Versuch | Weite   |
| ----- | ------------------ | -------------- | ---------- | ---------- | ---------- | ------- |
| 1     | Ruth Fuchs         | DDR            | 54,12 m    | 64,26 m    | –          | 64,26 m |
| 2     | Saida Gunba        | Sowjetunion    | 63,98 m    | –          | –          | 63,98 m |
| 3     | Ute Hommola        | DDR            | 63,52 m    | –          | –          | 63,52 m |
| 4     | Jadvyga Putinienė  | Sowjetunion    | 62,96 m    | –          | –          | 62,96 m |
| 5     | Fausta Quintavalla | Italien        | 58,76 m    | x          | –          | 58,76 m |
| 6     | Tiina Lillak       | Finnland       | 53,44 m    | 56,26 m    | x          | 56,26 m |
| 7     | Pam Matthews       | Australien     | 55,72 m    | 53,72 m    | 51,70 m    | 55,72 m |
| 8     | Agnès Tchuinté     | Kamerun        | 55,36 m    | 52,16 m    | 49,22 m    | 55,36 m |
| 9     | Tessa Sanderson    | Großbritannien | 48,76 m    | x          | x          | 48,76 m |
| 10    | Patricia Guerrero  | Peru           | 38,36 m    | 45,40 m    | 45,42 m    | 45,42 m |
| DNS   | Swetana Ralinska   | Bulgarien      |            |            |            |         |

## Finale
Datum: 25. Juli 1980, 17:20 Uhr
| Platz | Name                | Nation      | 1. Versuch | 2. Versuch | 3. Versuch | 4. Versuch                                  | 5. Versuch                                  | 6. Versuch                                  | Endresultat | Anmerkung |
| ----- | ------------------- | ----------- | ---------- | ---------- | ---------- | ------------------------------------------- | ------------------------------------------- | ------------------------------------------- | ----------- | --------- |
| 1     | María Caridad Colón | Kuba        | 68,40 m OR | x          | 64,58 m    | 62,70 m                                     | 66,02 m                                     | 63,06 m                                     | 68,40 m     | OR        |
| 2     | Saida Gunba         | Sowjetunion | 66,08 m    | 67,76 m    | x          | 63,78 m                                     | x                                           | 65,06 m                                     | 67,76 m     |           |
| 3     | Ute Hommola         | DDR         | 60,62 m    | 58,84 m    | 66,04 m    | 66,56 m                                     | 61,96 m                                     | 64,92 m                                     | 66,56 m     |           |
| 4     | Ute Richter         | DDR         | 54,86 m    | 53,12 m    | 62,80 m    | 65,68 m                                     | 66,04 m                                     | 66,54 m                                     | 66,54 m     |           |
| 5     | Iwanka Wantschewa   | Bulgarien   | 65,38 m    | 60,88 m    | x          | 60,12 m                                     | 61,90 m                                     | 62,90 m                                     | 65,38 m     |           |
| 6     | Tatjana Birjulina   | Sowjetunion | 56,28 m    | 65,08 m    | 58,42 m    | 60,36 m                                     | x                                           | 62,48 m                                     | 65,08 m     |           |
| 7     | Éva Ráduly-Zörgő    | Rumänien    | x          | 64,08 m    | 54,80 m    | 59,44 m                                     | 57,02 m                                     | 54,30 m                                     | 64,08 m     |           |
| 8     | Ruth Fuchs          | DDR         | 59,90 m    | x          | 61,48 m    | x                                           | 63,94 m                                     | 59,20 m                                     | 63,94 m     |           |
|       |                     |             |            |            |            |                                             |                                             |                                             |             |           |
| 9     | Bernadetta Blechacz | Polen       | 57,94 m    | 52,84 m    | 61,46 m    | nicht im Finale der besten acht Werferinnen | nicht im Finale der besten acht Werferinnen | nicht im Finale der besten acht Werferinnen | 61,46 m     |           |
| 10    | Antoaneta Todorowa  | Rumänien    | 54,76 m    | 60,66 m    | 52,98 m    | nicht im Finale der besten acht Werferinnen | nicht im Finale der besten acht Werferinnen | nicht im Finale der besten acht Werferinnen | 60,66 m     |           |
| 11    | Jadvyga Putinienė   | Sowjetunion | 59,94 m    | x          | 52,72 m    | nicht im Finale der besten acht Werferinnen | nicht im Finale der besten acht Werferinnen | nicht im Finale der besten acht Werferinnen | 59,94 m     |           |
| 12    | Fausta Quintavalla  | Italien     | 49,60 m    | 57,50 m    | 57,52 m    | nicht im Finale der besten acht Werferinnen | nicht im Finale der besten acht Werferinnen | nicht im Finale der besten acht Werferinnen | 57,52 m     |           |

Ruth Fuchs, die Nummer eins in der Welt zwischen 1972 und 1979, war die Favoritin auf die Goldmedaille, es wäre ihre dritte in Folge. Auch im Olympiajahr hatte sie ihren eigenen Weltrekord noch einmal höher geschraubt, aber im Juli war der sowjetischen Athletin Tatjana Birjulina der erste Wurf über die 70-Meter-Marke überhaupt gelungen. Natürlich war Birjulina jetzt eine gefährliche Konkurrentin für Fuchs. Eine weitere Gegnerin, die US-Werferin Kate Schmidt, 1972 und 1976 jeweils Olympiadritte und zwischenzeitlich ebenfalls vorübergehende Weltrekordlerin, konnte wegen des Olympiaboykotts der USA nicht teilnehmen. Anwärterinnen auf die weiteren vorderen Platzierungen waren die britische Vizeeuropameisterin von 1978 Tessa Sanderson sowie die beiden DDR-Werferinnen Ute Hommola, EM-Dritte, und Ute Richter, EM-Vierte. Mit guten Weiten hatte auch die Kubanerin María Caridad Colón vor diesen Spielen aufhorchen lassen. Außer Sanderson überstanden alle Favoritinnen die Qualifikation.
Im Finale gelangen Colón gleich im ersten Wurf 68,40 m. Das war neuer olympischer Rekord und diese Weite wurde während des gesamten Wettkampfs nicht mehr übertroffen. Saida Gunba aus der Sowjetunion platzierte sich im zweiten Versuch mit ebenfalls sehr guten 67,76 m auf Rang zwei. Hommola kam im vierten Durchgang auf 66,56 m, das bedeutete zunächst einmal Rang drei. Fuchs hatte die Qualifikation in dieses Finale geschafft, aber nur gerade so kam sie unter die besten Acht, sodass ihr noch drei zusätzliche Würfe zur Verfügung standen. Doch sie war weit entfernt von der Form, in der man sie kannte. Mit 63,94 m musste sie sich schließlich mit dem achten Platz begnügen. Im letzten Durchgang wurde es noch einmal eng im Kampf um Bronze. Ute Richter kam bis auf zwei Zentimeter an den dritten Platz heran, doch es reichte nicht mehr ganz Sie blieb Vierte, während Ute Hommola die Bronzemedaille gewann. Olympiasiegerin wurde überraschend María Caridad Colón, Silber ging ebenso überraschend an Saida Gunba. Weltrekordlerin Tatjana Birjulina belegte am Ende noch hinter der Bulgarin Iwanka Wantschewa den sechsten Rang.
María Caridad Colón war die erste kubanische Olympiasiegerin im Speerwurf der Frauen.

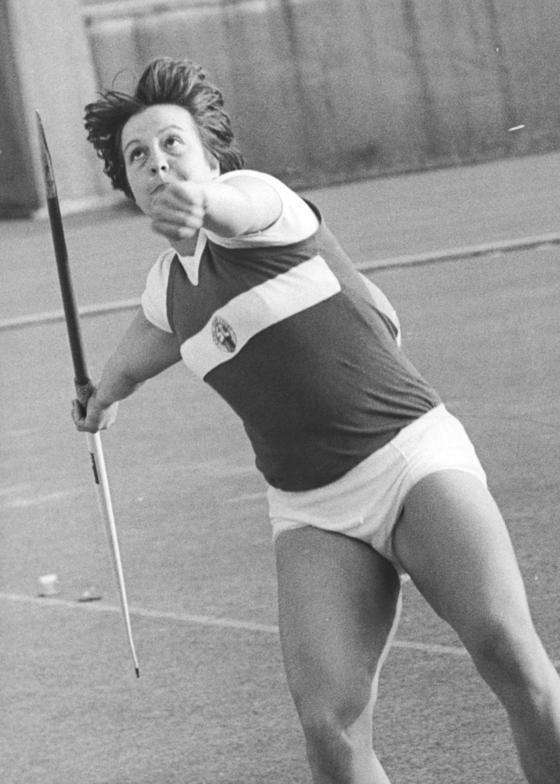
Bronzemedaillengewinnerin Ute Hommola
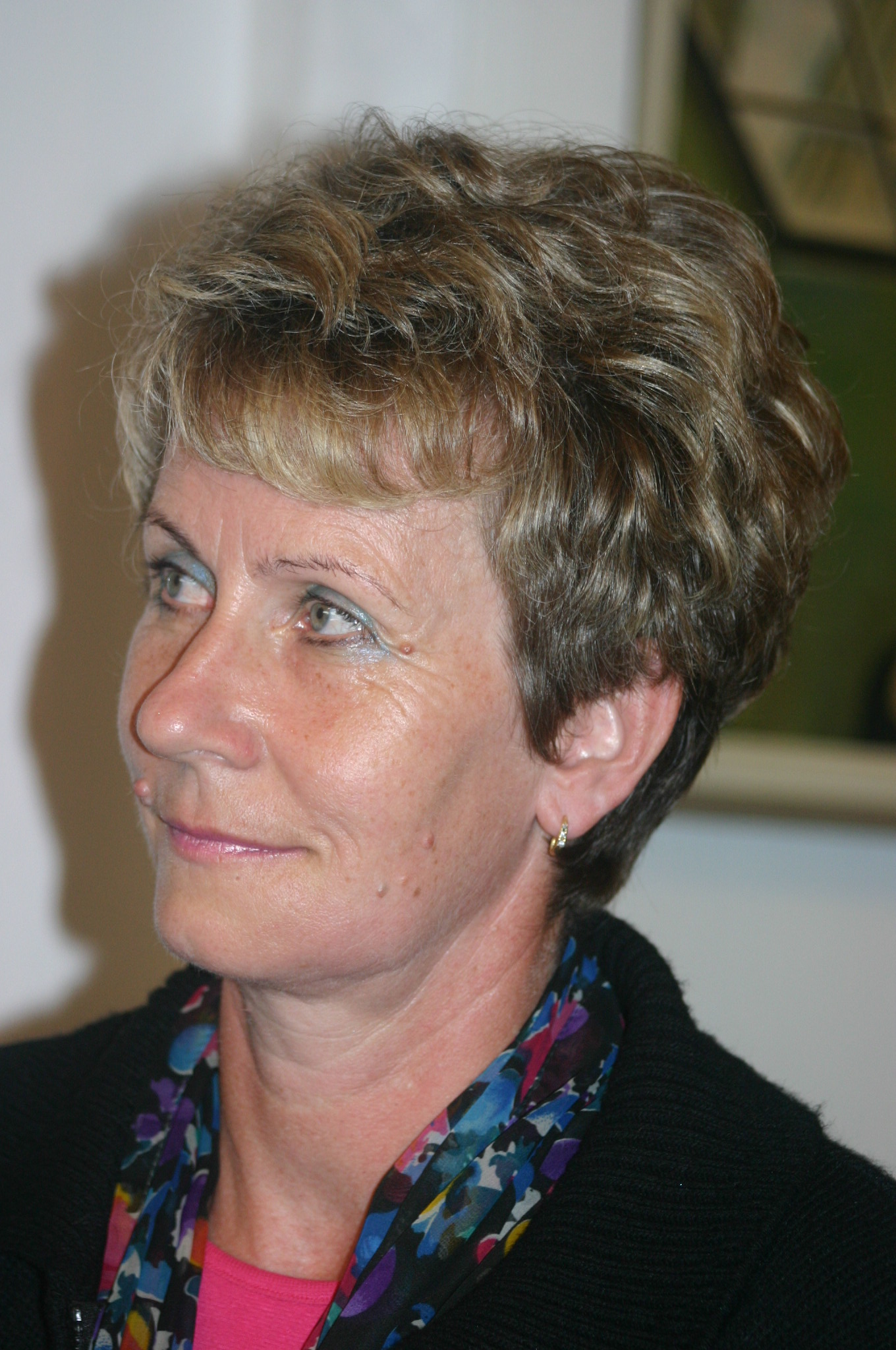
Éva Ráduly-Zörgő belegte Rang sieben
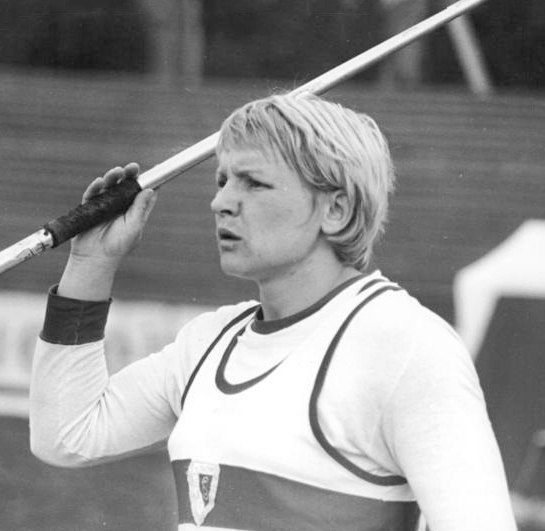
Die Olympiasiegerin von 1972 und 1976 Ruth Fuchs musste sich mit Platz acht zufriedengeben

## Videolinks
- 1980 Olympics women's javelin throw final, youtube.com, abgerufen am 5. November 2021
- 1980 Moscow Olympic Games Athletics, Bereich 17:30 min bis 18:04 min, youtube.com, abgerufen am 4. Januar 2018